# 沙尔 (克勒兹省)
沙尔（法語：Chard，法語發音：[ʃaʁ]）是法国克勒兹省的一个市镇，属于欧比松区。

## 地理
沙尔（45°56'40"N, 2°28'38"E）面积14.12 平方千米，位于法国新阿基坦大区克勒兹省，该省份为法国中部省份，位于法國中央高原西北部，北起安德尔省和谢尔省，西接维埃纳省，南至科雷兹省，东临多姆山省，东北与阿列省接壤。
与沙尔接壤的市镇（或旧市镇、城区）包括：沙特拉尔、栋特雷、利乌莱蒙日、莱马尔、梅兰沙勒。

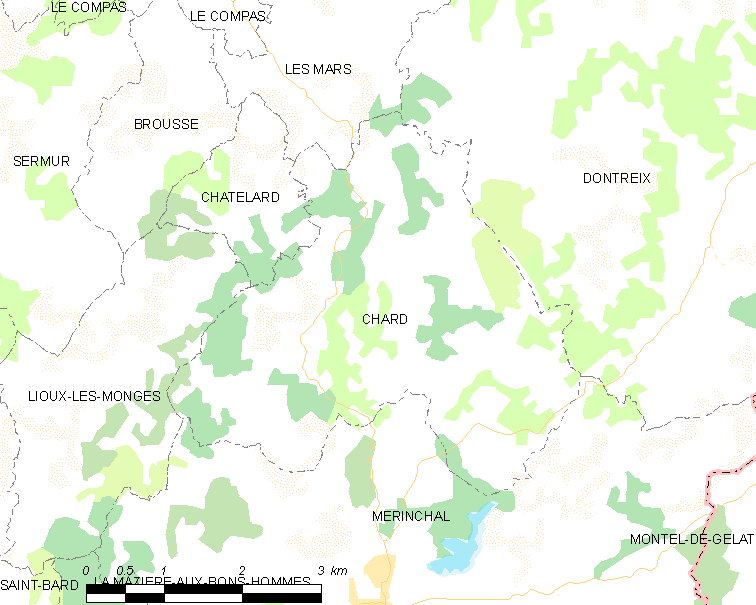
的OSM定位图

沙尔的时区为UTC+01:00、UTC+02:00（夏令时）。

## 行政
沙尔的邮政编码为23700，INSEE市镇编码为23053。

## 政治
沙尔所属的省级选区为欧藏斯县。

## 人口

1962-2008年间人口变化图示

沙尔于2022年1月1日时的人口数量为206人。